# Озеро Лебедин (втрачена)
Заказник «Озеро Лебедин» — об’єкт природно-заповідного фонду, що був оголошений рішенням Сумського Облвиконкому № 305  20 липня 1972 року на землях Лебединської районної ради народних депутатів (поблизу м. Лебедина). Втратив статус у 1990.

## Характеристика
Площа – 50 га. 
Об’єкт на момент створення був місцем поселення водно-болотних тварин та птахів.

## Скасування
Рішенням Сумської обласної ради № 227 10.12.1990 року пам'ятка була скасована. 
Скасування статусу відбулось з причини не відповідності статусу заповідного об'єкта.
Вся інформація про створення об'єкта взята із текстів зазначених у статті рішень обласної ради, що надані Державним управлянням екології та природних ресурсів Сумської області Всеукраїнській громадській організації «Національний екологічний центр України».